# 인병선
인병선(印炳善, 1935년 6월 26일 ~ )은 대한민국의 짚풀생활사박물관 관장을 지내고 있는 짚풀문화학자, 민속학자, 시인이다. 본관은 교동(喬桐)이고, 호는 추경(秋憬)이다.

## 생애

### 출생
짚풀문화학자 인병선은 1935년 6월 26일 평안남도 룡강군에서 태어났다. 아버지는 인정식은 농업경제학 권위자이자 동국대학교 교수이다.
평안남도 용강에서 출생하였으며 지난날 한때 평안남도 대동에서 잠시 유아기를 보낸 적이 있는 그녀는 훗날 평안남도 평양에서 11살까지 '보통국민학교'를 다니던 중, 한국 전쟁이 발발하여 오빠는 의용군으로 끌려가고 아버지는 납북되었다. 당시 중 2년생 이였던 인병선은 1·4 후퇴 직전 피난대열에 섞여 어머니와 단 둘이서만 제주도로 피난 왔으며, 제주시 기상대 바로 아랫집에 세 들어 살면서 중3에서 고2까지 제주도 오현중 마당 천막학교를 다녔다. 당시 인병선의 어머니는 피난 올 때 가져온 재봉틀로 누런 광목을 표백해서 적삼을 만들어 팔아 생활했다. 그런 모습을 본 인병선은 군용 담요를 사와 멜빵 바지를 만들어 판 적도 있었다고 한다.학교에서는 '빨갱이 딸'이라고 따돌림 당했다. 문학을 꿈꾸며 바닷가에 나가 늘 혼자 놀면서, 공부를 열심히 했다고 한다. 고1때 교수가 중앙대학 신학대학 청강을 권해 히브리어와 종교사를 배워 그 영향으로 나중에 서울대학교 철학과에 진학하게 된다.

### 결혼
1953년 겨울 서울 돈암동 네거리 고서점에서 이화여자고등학교 3학년에 다니던 단발머리 소녀는 철학계열 전문서적을 찾고 있었다.
"마음에 들지는 모르지만 이런 책은 어떨까요?" 하는 소리에 돌아보다가, "크고 빛나는 눈"을 발견하고 신동엽 시인에게 운명처럼 빠져들었다고 한다.
인병선(필명 추경[秋憬])은 신동엽(필명 석림[石林])과 연애편지를 주고 받다가, 다니던 서울대학교 철학과를 중퇴하고 1957년 결혼하여 신동엽의 고향으로 가서, 그 해 맏딸 신정섭을 낳았다.

이때 인병선은 가난을 극복하기 위해 부여 읍내에 양장점을 열었다. 신동엽은 충남 보령군 주산농업고등학교 교사로 근무하다가, 1958년 각혈을 동반한 폐결핵을 앓게 되면서 학교를 그만두고, 인병선은 애들을 데리고 서울 돈암동 친정으로 올라갔다.
결혼한지 13년 되던해 1969년 4월 7일 신동엽은 간암으로 숨을 거두게 되고, 인병선은 출판사에서 번역 등을 하며 혼자 1녀 2남(신좌섭, 신우섭)을 키운다.

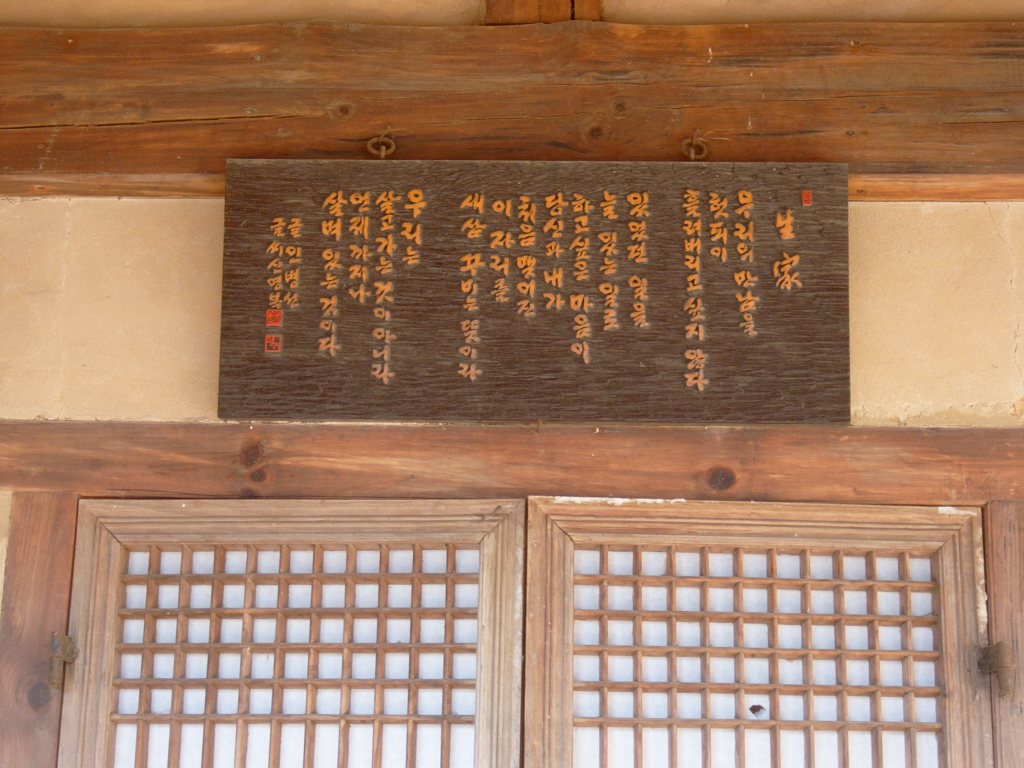
신동엽 생가에 걸린 현판, 인병선글/신영복글씨

### 학력
- 서울대학교 철학과 중퇴 (이후 1991년 서울대 철학과 명예 학사 학위)
- 서라벌예술대학 문예창작학과 전문학사

### 짚풀과 만남
인병선은 남편 신동엽의 죽음 이후 그의 그늘을 벗어나기 위해 애를 썼다. 그러다가 우연히 무지렁이로 천대받던 우리네 백성들의 전통, 짚풀문화를 만나게 되었다. 일년 내 힘들게 일하고도 어렵게 살던 농민들의 분신 같은 그것들이 급속하게 사라진다는 것이 그를 사로잡았다.
1978년부터 전국 답사하며 짚풀 문화를 조사, 채록했고 오키나와 국립민족학박물관 연구원을 역임했다. 계간 민속지 ‘생활용구’를 창간했다.
일본 중국 등 동남아시아, 우즈베키스탄 등 짚풀문화가 있는 곳이라면 어디든 찾아 다니면서 짚풀문화와 관련한 자료수집과 연구로 짚풀문화가로서 입지를 세우게 되었다.
인병선 관장이 설립한 짚풀생활사박물관은 1993년 문화관광부에 등록, 서울시 강남구 청담동에서 운영하다가, 2001년 서울특별시 종로구 명륜동으로 이전하였으며, 짚풀 특히 볏짚을 체계적으로 연구하여 설립한 박물관으로는 세계에 유일하다.
짚을 삼는 과정을 동영상으로 기록하는 작업에 힘을 쏟고 있으며, 짚풀문화연구회를 통해 교육도 하고 있다.
2008년 자신이 운영하던 짚풀 생활사 박물관에 대한 사적인 모든 권리를 포기하고 평생 수집해온 유물을 온 국민이 함께 뜻 모아 관리하는 체제로 가게 하기 위해 '짚풀문화재단'을 만들어 비영리 재단법인화하였다.

서라벌예술대학 문예창작학과를 졸업했다. 사단법인 짚풀문화연구회 회장으로 있으며, 문화재청 근대문화재과 전문위원(8년간), 한국박물관교육학회 이사를 역임하였다.

## 경력
- 1991년 '짚풀 문화 특별전' 개최 국립민속박물관, 문화부 문화가족상 ‘화전’ 수상
- 1993년 '짚풀 생활사 박물관' 설립, 문화재청 근대문화재 전문위원 역임, '망, 망태,망태기전' 개최
- 1994년 '100주년 기념 동학농민전쟁민속전', '맥간공예-보리짚, 밀짚 특별전' 개최
- 1995년 '중국 운남성 소수민족생활문화전' 개최
- 1999년 '한국 사립박물관학회' 창립 초대회장[3]
- 2005년 '제2회 대한민국문화유산상' 수상
- 2007년 '신동엽 시인 유품전'[4]
- 2009년 '자랑스런 박물관인상' 수상 (사단법인 한국박물관협회 주관 제12회 전국박물관인대회)

## 작품

### 산문집
- 인병선 (1991). 《벼랑끝에하늘: 인병선산문집》. 창작과 비평사.

### 문화교양서
- 인병선 (1989). 《짚 문화》. 대원사.
- 인병선 (1991). 《풀문화》. 대원사.
- 인병선 (1995). 《우리가 정말 알아야 할 우리 짚풀문화》. 현암사. ISBN 8932308330.
- 인병선 (1998). 《팽글팽글 팽이 이야기》. 현암사. ISBN 8932309361.
- 인병선 (2000). 《풀코스 짚문화여행》. 현암사. ISBN 8932306478.
- 인병선 (2005). 《우리 종이 오리기(우리가 정말 알아야 할)》. 현암사. ISBN 8932313334.
- 인병선 (2005). 《우리 짚풀문화(우리가 정말 알아야 할)》. 현암사. ISBN 8932313482.
- 인병선 (2006). 《짚과 풀로 만들기》. 우리교육. ISBN 8980404182.
- 인병선 (2010). 《짚풀 생활사박물관(신나는 교과연계 체험학습 28)》. 주니어김영사. ISBN 8934927003.

### 시모음집
- 인병선 (1987). 《들풀이되어라》. 풀빛.[5]

### 고증 및 자료제공
- 김응교(인병선 감수) (2005). 《시인 신동엽》. 현암사. ISBN 893231375X.

## 인물전
- 정란희 (2007). 《짚처럼 풀처럼(우리 인물 이야기 17)》. 우리교육. ISBN 8980407386.

## 가족 관계
- 배우자: 신동엽 (1930년 8월 18일 ~ 1969년 4월 7일)
  - 장남: 신좌섭 (1959년 ~ 2024년 3월 30일)
    - 며느리: 정승혜
      - 손녀: 신정원

## 같이 보기
- 신동엽
- 신동엽문학상
- 짚풀생활사박물관